# Descurainia torulosa
Descurainia torulosa är en korsblommig växtart som beskrevs av Reed Clark Rollins. Descurainia torulosa ingår i släktet stillfrön, och familjen korsblommiga växter. Inga underarter finns listade i Catalogue of Life.